# Riemannova funkcija ksi
Riemannova funkcija hi (občajna označba {\displaystyle \xi (s)\,}) je v matematiki in še posebej analitični teoriji števil specialna funkcija kot različica Riemannove funkcije ζ(s), definirana tako, da ima še posebej enostavno funkcijsko enačbo. Imenuje se po nemškem matematiku Bernhardu Riemannu.

## Definicija
Riemannovo izvirno funkcijo hi (označeno z malo črko ξ) je Edmund Landau poimenoval v funkcijo Hi (označeno z veliko črko Ξ). Landauova funkcija ξ(s) je definirana kot:
{\displaystyle \xi (s)={\tfrac {1}{2}}s(s-1)\pi ^{-s/2}\Gamma \left({\tfrac {1}{2}}s\right)\zeta (s),\qquad (s\in \mathbb {C} )\!\,.}
Tukaj je ζ(s) Riemannova funkcija zeta, Γ(s) pa funkcija Γ. Funkcijska enačba (ali posebej refleksijska formula) za funkcijo ξ je:
{\displaystyle \xi (1-s)=\xi (s)\!\,.}
Funkcija Ξ je po Landau definirana kot:
{\displaystyle \Xi (z)=\xi ({\frac {1}{2}}+zi)\!\,}
in zanjo velja funkcijska enačba:
{\displaystyle \Xi (-z)=\Xi (z)\!\,.}
Kot je poročal Landau, je ta funkcija Ξ tista, ki jo je Riemann izvirno označil z malo črko ξ.

## Značilnosti

### Posebne vrednosti Riemannove funkcije ξ
Splošna oblika za soda pozitivna cela števila je:
{\displaystyle \xi (2n)=(-1)^{n+1}{\frac {1}{(2n)!}}B_{2n}2^{2n-1}\pi ^{n}(2n^{2}-n)(n-1)!\!\,,}
kjer je Bn n-to Bernoullijevo število.
{\displaystyle \xi (-3)={\frac {\pi ^{2}}{15}}=0,657973626739\ldots \!\,,} (OEIS A182448).
{\displaystyle \xi (-1)={\frac {\pi }{6}}=0,523598775598\ldots \!\,,} (OEIS A019673).
{\displaystyle \xi (0)={\frac {1}{2}}=0,5\!\,.}
{\displaystyle \xi (1/2)=-{\frac {1}{8\pi ^{1/4}}}\Gamma (1/4)\zeta (1/2)=0,497120778188\ldots \!\,,} (OEIS A114720).
{\displaystyle \xi (1)=\xi (0)\!\,.}
{\displaystyle \xi (3/2)={\frac {3}{8\pi ^{3/4}}}\Gamma (3/4)\zeta (3/2)=0,508731038726\ldots \!\,.}
{\displaystyle \xi (2)=\xi (-1)\!\,.}
{\displaystyle \xi (5/2)={\frac {15}{8\pi ^{5/4}}}\Gamma (5/4)\zeta (5/2)=0,545094207012\ldots \!\,.}
{\displaystyle \xi (3)=\xi (-2)={\frac {3\zeta (3)}{2\pi }}=0,573939894046\ldots \!\,.}
{\displaystyle \xi (7/2)={\frac {35}{8\pi ^{7/4}}}\Gamma (7/4)\zeta (7/2)=0.611128007495\ldots \!\,.}
{\displaystyle \xi (4)=\xi (-3)\!\,.}
{\displaystyle \xi (5)=\xi (-4)={\frac {15\zeta (5)}{2\pi ^{2}}}=0,787970606270\ldots \!\,.}
{\displaystyle \xi (6)=\xi (-5)={\frac {2\pi ^{3}}{63}}=0,984326243819\ldots \!\,.}
{\displaystyle \xi (7)=\xi (-6)={\frac {315\zeta (7)}{8\pi ^{3}}}=1,280506950456\ldots \!\,.}

## Izrazi z vrstami
Funkcijo {\displaystyle \xi } se lahko razvije v vrsto:
{\displaystyle {\frac {\mathrm {d} }{\mathrm {d} z}}\ln \xi \left({\frac {-z}{1-z}}\right)=\sum _{n=0}^{\infty }\lambda _{n+1}z^{n}\!\,,}
kjer je logaritemski odvod:
{\displaystyle \lambda _{n}={\frac {1}{(n-1)!}}\left.{\frac {\mathrm {d} ^{n}}{\mathrm {d} s^{n}}}\left[s^{n-1}\ln \xi (s)\right]\right|_{s=1}\!\,.}
Ta razvoj je še posebej pomemben pri Li-Keiperjevem kriteriju, po katerem je Riemannova domneva enakovredna dejstvu, da so vse vrednosti členov zaporedja λn > 0 za vse pozitivne n. Števila  {\displaystyle \lambda _{n}\,}, imenovana Li-Keiperjeve konstante ali Keiper-Lijevi koeficienti, se lahko izrazijo z netrivialnimi ničlami Riemannove funkcije ζ:
{\displaystyle \lambda _{n}=\sum _{\rho }\left[1-\left(1-{\frac {1}{\rho }}\right)^{n}\right]\!\,,}
kjer vsota poteka po ρ, netrivialnih ničlah Riemannove funkcije ζ po vrsti {\displaystyle |\Im (\rho )|}. To pogojno konvergentno vsoto je treba razumeti v smislu, ki se po navadi rabi v teoriji števil, tako da velja limita:
{\displaystyle \sum _{\rho }=\lim _{N\to \infty }\sum _{|\Im (\rho )|\leq N}\!\,.}
Posebej je znana vrednost:
{\displaystyle \lambda _{1}=-{\frac {\ln \pi }{2}}+{\frac {\gamma }{2}}+1-\ln 2=0,023095708966\ldots \!\,,} (OEIS A074760),
kjer je γ Euler-Mascheronijeva konstanta. 
Bombieri in Lagarias sta pokazala, da Li-Keiperjev kriterij sledi iz Weilovega kriterija za posplošeno Riemannovo domnevo.

## Hadamardov produkt
Razvoj z enostavnim neskončnim produktom je:
{\displaystyle \xi (s)=\xi (0)\prod _{\rho }\left(1-{\frac {s}{\rho }}\right)\!\,,}
kjer ρ teče po korenih enačbe {\displaystyle \xi (\rho )=0\,}. Razvoj je leta 1859 zapisal Riemann, Hadamard pa je leta 1893 podal strogi dokaz zanj.
Za zagotovitev konvergence je treba produkt računati z » ujemajočimi pari« ničel, kar pomeni, da je treba združevati faktorje za par ničel oblike ρ in 1 − ρ.